# Penha de França (Goa)
Penha de França est une ville du district de Goa Nord, situé dans l'état indien de Goa.

## Personnalités liées à la ville
- Vimala Devi (1932-), écrivaine et journaliste, est née à Penha de França[1].